# 野口剛夫
野口 剛夫（のぐち たけお、1964年10月28日 - 2023年9月20日）は、日本の音楽学者、作曲家、指揮者。

## 略歴
1964年生まれ、東京都調布市出身。中央大学文学部、中央大学大学院（哲学）、桐朋学園大学研究科（音楽学）を卒業・修了。音楽理論を別宮貞雄、音楽学を加田萬里子、西原稔、トロンボーンを松本煕に師事。特に別宮貞雄には中央大学において7年間（1986－1993）師事し、桐朋学園大学研究科在学中（1993年）には養子になったが、元の名前は芸名、筆名となった。
月刊『音楽の世界』（日本音楽舞踊会議）編集長、ジャパン・エレクトロニック・オーケストラ（JEO）音楽監督、昭和音楽大学・大学院講師を経て、東京フルトヴェングラー研究会代表。同管弦楽団指揮者。フルトヴェングラーの芸術と思想の研究をベースに、執筆、翻訳、講演、オーケストラ指揮、作曲など多方面に活動する。
2013年10月、『新潮45』11月号への寄稿「『全聾の天才作曲家』佐村河内守は本物か」によって、当時人気の絶頂にあった佐村河内守の楽曲や著書に対する世評への疑念を論じた。この記事は佐村河内に代わってゴーストライター行為を続けていた新垣隆を不安に陥れ、神山典士による新垣隆へのインタビューへとつながる。事件の発覚前に唯一、佐村河内への疑念を公に発表していたこの論文は、翌2014年に第20回「編集者が選ぶ雑誌ジャーナリズム賞」作品賞を受賞した。
しかし、事件発覚後も佐村河内に代わり新垣をもてはやし礼賛するマスメディアや音楽関係者に、野口は批判的であり、それは新たに論説『佐村河内問題とは何だったのか』（『新潮45』『新潮45eBooklet』、2014年）、著作『佐村河内事件と私～我々は本当に教訓を得たのか？』（音と言葉社、2017年）としてまとめられることになる。
2023年9月20日、不整脈のため死去。58歳没。

## 著書

### 単著
- 『「全聾の天才作曲家」佐村河内守は本物か』新潮社（新潮45eBooklet、Kindle版）、2013年。
- 『佐村河内問題とは何だったのか』新潮社（新潮45eBooklet、Kindle版）、2014年。
- 『フルトヴェングラーの遺言 混迷する現代へのメッセージ』春秋社、2014年。ISBN 978-4393935866
- 『フルトヴェングラーを超えて』青弓社、2014年。ISBN 978-4787273659
- 『私の音と言葉 野口剛夫音楽論集』アルファベータブックス、2015年。ISBN 978-4865987027
- 『もてあそばれる「真実」～佐村河内事件と音楽界』株式会社金曜日（Kindle版）、2016年。
- 『佐村河内事件と私～我々は本当に教訓を得たのか？』音と言葉社、2017年。ISBN 978-4990906030　（佐村河内事件について書いた全記事を1冊にまとめた。Kindle版『「全聾の天才作曲家」佐村河内守は本物か』『もてあそばれる「真実」～佐村河内事件と音楽界』などの論考を収録。）
- 『ベートーヴェンは怒っている！～闘う音楽家の言葉』アルファベータブックス、2020年。ISBN 978-4865980851

### 監修書
- フルトヴェングラー歌曲集（音と言葉社）
- Wilhelm Furtwängler ; herausgegeben von Takeo Noguchi, Lieder für Solostimme und Klavier (1895-1900)（Gesamtausgabe / Wilhelm Furtwängler, Bd. 4.2）, Ries & Erler . c2018
- ブルックナー／交響曲第5番 スコア（F.シャルク改訂版）（音と言葉社　2017年）
- ブルックナー／交響曲第3番 スコア（F.シャルク改訂版）（音と言葉社　2018年）
- フルトヴェングラー／テ・デウム（オーケストラ・スコア）（音と言葉社　2020年）
- 日本語で歌おう！レクイエム［フォーレ　付《ラシーヌの雅歌》］（音と言葉社　2016年）―現代日本語テキスト訳詞
- 日本語で歌おう！レクイエム［モーツァルト］（音と言葉社　2017年）―現代日本語テキスト訳詞
- 日本語で歌おう！ベートーヴェン　交響曲第9番（音と言葉社　2018年）―現代日本語テキスト訳詞
- 日本語で歌おう！バッハ：マタイ受難曲（音と言葉社　2019年）―現代日本語テキスト訳詞
- 日本語で歌おう！フルトヴェングラー：テ・デウム（音と言葉社　2020年）―現代日本語テキスト訳詞
- 日本語で歌おう！シュッツ：音楽による葬送（音と言葉社　2022年）―現代日本語テキスト訳詞

### 対談
- 宇野功芳『私のフルトヴェングラー』（河出書房新社　2016年）

### 編書
- 東京フルトヴェングラー研究会　創立20年記念論集『フルトヴェングラーと私たち』アルファベータブックス、2015年
- 仙北谷晃一『フルトヴェングラーとの語らい〜音楽に真向かうということ』アルファベータブックス、2016年

### 訳書
- シュトンポア編『クレンペラー　指揮者の本懐』（春秋社）
- ブラウン著『ハンス・クナッパーツブッシュの想い出』（芸術現代社）
- シェンカー著『ベートーヴェン　第5交響曲の分析』（音楽之友社)
- レルケ編『指揮棒は魔法の杖?』（音楽之友社）
- クラウス・ラング著『エリーザベト・フルトヴェングラー 101歳の少女』（芸術現代社）
- ディートリヒ・フィッシャー＝ディースカウ著『フルトヴェングラーと私』（河出書房新社）
- 『伝説の指揮者 フェレンツ・フリッチャイ』（アルファベータブックス　2015年）
- セバスチャン・クラーネルト編『フルトヴェングラー研究』（音と言葉社　2015年）
- クリス・ウォルトン編『チューリヒのフルトヴェングラー～シンポジウム講演録と作品目録』（音と言葉社　2017年）
- ハインリヒ・シェンカー『ハインリヒ・シェンカーの言葉』（音と言葉社　2018年）
- ヴェルナー・テーリヒェン（Werner Thärichen）『あと四十日～〝フルトヴェングラーの証人″による現代への警告』（アルファベータブックス　2021年　ISBN 978-4865980967）
- ヴェルナー・テーリヒェン（Werner Thärichen）：音楽劇《あと四十日》　ヴォーカルスコアの日本語歌詞訳
- マックス・レーガー『転調法講義』（音と言葉社　2023年　ISBN　978-4910987057）

## 作曲
- 朗読とピアノのための《蜘蛛の糸》（1990年）
- 4本のトロンボーンのための3つの小品（1994年　1995年改訂）
- オーケストラのためのアダージョ（2003年　後に「序曲《蜘蛛の糸》」へと改作）
- オーケストラのための5つのスケッチ（2008年）
- 交響詩《神代の調べ》（2012年 イエナ・オーケストラ講習会 委嘱作品　2013年改訂）
- ピアノのためのコンポジション（2014年改訂）
- 弦楽四重奏曲（2014年）
- ヴァイオリンとピアノのためのアダージェット（2014年）
- オーケストラのための5つの小品（2015年）
- 序曲《蜘蛛の糸》（2019年　東京フルトヴェングラー研究会管弦楽団　第50回定期演奏会記念作品）
- ピアノのための《クロックマダムとクロックムッシュ》（2020年）

## 編曲
- 吹奏楽のための《東京音頭》（1979年）
- グルック：《アウリスのイフィゲニア》序曲（ブラスバンド編曲　1982年）
- 新座市民の歌（1988年　オーケストラ）
- ブルックナー：交響曲第7番より第4楽章（オーケストレーションの改訂　1997年）
- ブルックナー：弦楽五重奏曲より《アダージョ》（オーケストラ編曲　2018年）
- 別宮貞雄：日本組曲第2番《北国の祭り》[オーケストラ編曲 2003-2011年] (音と言葉社　ISBN 978-4991101564 )
- 別宮貞雄：歌曲集《淡彩抄》［オーケストラ編曲　2022年］
- ジョスカン・デ・プレ：《レクイエム》（"オケゲムの死を悼む挽歌"）（オーケストラ編曲　2018年）
- ベートーヴェン：弦楽四重奏曲第13番より第5楽章《カヴァティーナ》（オーケストラ編曲　2020年）

## 日本初演（指揮）
- ブルックナー：交響曲第5番（シャルク改訂版）、交響曲第7番（野口剛夫改訂版　世界初演）、弦楽五重奏曲よりアダージョ（管弦楽版） 東京フルトヴェングラー研究会管弦楽団
- フルトヴェングラー：序曲変ホ長調、祝典序曲、《アダージョ》ロ短調、交響曲第3番（4楽章版）、テ・デウム　 東京フルトヴェングラー研究会管弦楽団
- ヴェルナー・テーリヒェン（Werner Thärichen）：音楽劇《あと四十日》（世界初演）ジャパン・エレクトロニック・オーケストラ
- 別宮貞雄：日本組曲第2番《北国の祭り》（オーケストラ編曲）東京フルトヴェングラー研究会管弦楽団
- 別宮貞雄：歌曲集《淡彩抄》［オーケストラ編曲　2022年］東京フルトヴェングラー研究会管弦楽団

## 指揮のディスク（CD、DVD）
- ブルックナー：交響曲第5番（シャルク改訂版）、弦楽五重奏曲よりアダージョ（管弦楽版） 東京フルトヴェングラー研究会管弦楽団（Oto to Kotoba Edition）
- フルトヴェングラー：交響曲第3番（4楽章版） 東京フルトヴェングラー研究会管弦楽団（Oto to Kotoba Edition）
- フルトヴェングラー：ピアノと管弦楽のための交響的協奏曲、ワーグナー：『パルジファル』第1幕への前奏曲 東京フルトヴェングラー研究会管弦楽団（Oto to Kotoba Edition）
- フルトヴェングラー：テ・デウム、歌曲集 細岡雅哉、山口克枝、ピアノ：生田美子、他 東京フルトヴェングラー研究会管管弦楽団（Oto to Kotoba Edition）
- BEYOND ORCHESTRA Vol. 1 ジャパン・エレクトロニック・オーケストラ（Oto to Kotoba Edition）
- BEYOND ORCHESTRA Vol. 2 ジャパン・エレクトロニック・オーケストラ（Oto to Kotoba Edition）
- BEYOND ORCHESTRA Vol. 3 ジャパン・エレクトロニック・オーケストラ（Oto to Kotoba Edition）
- 東京フルトヴェングラー研究会オーケストラ定期演奏会ライブディスク（CD,DVD　2023年6月の時点で計61回の演奏会を指揮している）

## 出演

### テレビ
- グッド！モーニング（2014年2月6日、テレビ朝日）ビデオ出演
- ノンストップ！（2014年2月6日、フジテレビ）ビデオ出演
- モーニングバード！（2014年2月6日、テレビ朝日）ビデオ出演
- スーパーニュース（2014年2月6日、フジテレビ）ゲスト出演
- ZIP!（2014年2月7日、日本テレビ）ビデオ出演
- 朝ズバッ！（2014年2月7日、TBS）ビデオ出演
- ひるおび！（2014年2月7日、TBS）ゲスト出演
- ワイドスクランブル（2014年2月7日、テレビ朝日）ビデオ出演
- いま日本は（2014年2月8日、BS朝日）ゲスト出演
- 報道ステーションSUNDAY（2014年2月9日、テレビ朝日）ビデオ出演
- サンデースクランブル（2014年2月9日、3月9日、テレビ朝日）ゲスト出演

### ラジオ
- 森本毅郎スタンバイ（2014年2月7日、TBS）電話出演
- ここだけスポーツ＆ニュース（2014年2月17日、中国放送）電話出演

## 受賞
- 2004年
  - 財団法人ヤマハ音楽振興会「ヤマハ音楽支援制度音楽支援」対象者（ヴェルナー・テーリヒェン：音楽劇《あと四十日》世界初演を2005年に実施）
- 2014年
  - 第20回「編集者が選ぶ雑誌ジャーナリズム賞」作品賞（『「全聾の天才作曲家」佐村河内守は本物か』）